# 五里鋪駅 (蘭州市)
五里鋪駅（ごりほえき）は中華人民共和国甘粛省蘭州市城関区に位置する、蘭州軌道交通1号線及び2号線の駅である。

## 歴史
- 2019年6月23日：1号線の駅として開業[1]。
- 2023年6月29日：2号線の開業により、乗り換え駅となる[2]。

## 隣の駅
蘭州軌道交通
■1号線
蘭州大学駅 - 五里鋪駅 - 省気象局駅
■2号線
張蘇灘駅 - 五里鋪駅 - 団結新村駅

## 参考資料
1. ↑  “兰州地铁1号线一期工程正式开通试运营”. 新华网. (2019年6月23日).  オリジナルの2019年6月23日時点におけるアーカイブ。 2023年11月30日閲覧。
2. ↑  “兰州轨道交通2号线一期工程今日9时36分开通试运营”. 兰州晚报. (2023年6月29日).  オリジナルの2023年6月30日時点におけるアーカイブ。 2023年6月29日閲覧。